# Johann Luis (Politiker, 1722)
Johann Luis (* 15. Oktober 1722 in Hamburg; † 31. Januar 1788 in Hamburg) war ein deutscher Kaufmann, Politiker und Hamburger Bürgermeister.

## Leben
Luis war der Sohn des Hamburger Bürgermeisters Johann Hermann Luis. Gemeinsam mit seinem jüngeren Bruder Hinrich besuchte er die Gelehrtenschule des Johanneums. Am 23. Januar 1748 heiratete er Agathe Beckhoff, Tochter des vormaligen Präses der Handelskammer Hamburg Johan Diederich Beckhoff; gemeinsam hatten sie sieben Kinder. 
Bald darauf wurde er zum Adjunkt der Jacobikirche und zum Waisenhaus-Provisor gewählt. Es folgte eine Reihe zahlreicher weiterer Bürgerämter, bis er schließlich am 11. April 1768 zum Senator gewählt wurde. Am 27. August 1784 stieg er auf zum Bürgermeister. 